# Mafenida
La mafenida, es vendida bajo la marca Sulfamilon entre otras, es un antibiótico utilizado para tratar y prevenir infecciones en personas con quemaduras .  En concreto, puede utilizarse para quemaduras de segundo o tercer grado.  Este medicamento se aplica sobre la piel en forma de crema o solución. 
Los efectos secundarios de este medicamento  incluyen dolor en el lugar de aplicación;  otros efectos secundarios pueden incluir reacciones alérgicas y acidosis .  No debe utilizarse este medicamento en personas con problemas renales.  Es una sulfonamida y es capaz de atravesar la escara .  
Este medicamento se descubrió en la década de 1930 y comenzó a utilizarse con fines médicos en la década de 1960.  Está disponible como medicamento genérico . En Estados Unidos, los paquetes de 5 cuestan alrededor de 45 dólares estadounidenses  en 2021.  También está disponible en Japón.